# Виродженість
Виродженість (рос. вырождение, англ. degeneracy) — у квантовій хімії — число станів з однаковою енергією.
Вироджений стан — енергетичний стан квантово-механічної системи, якому відповідають декілька лінійно незалежних хвильових функцій.

## Вироджені коливання
(англ. degenerate vibrations)
Два або більше нормальних коливань різної форми, але тієї самої частоти, які здійснюються в різних напрямках, двічі вироджені — в двох взаємоперпендикулярних напрямках i перпендикулярно до осі нескінченного порядку.

## Виродження рівня енергії
(англ. degeneration (of energy level))
Належність до одного енергетичного рівня двох або більше лінійно незалежних квантових станів. У випадку виродження рівня енергії знання величини його енергії не достатнє для однозначної характеристики квантового стану системи, що знаходиться на даному енергетичному рівні.